# Vertrag von Dancing Rabbit Creek

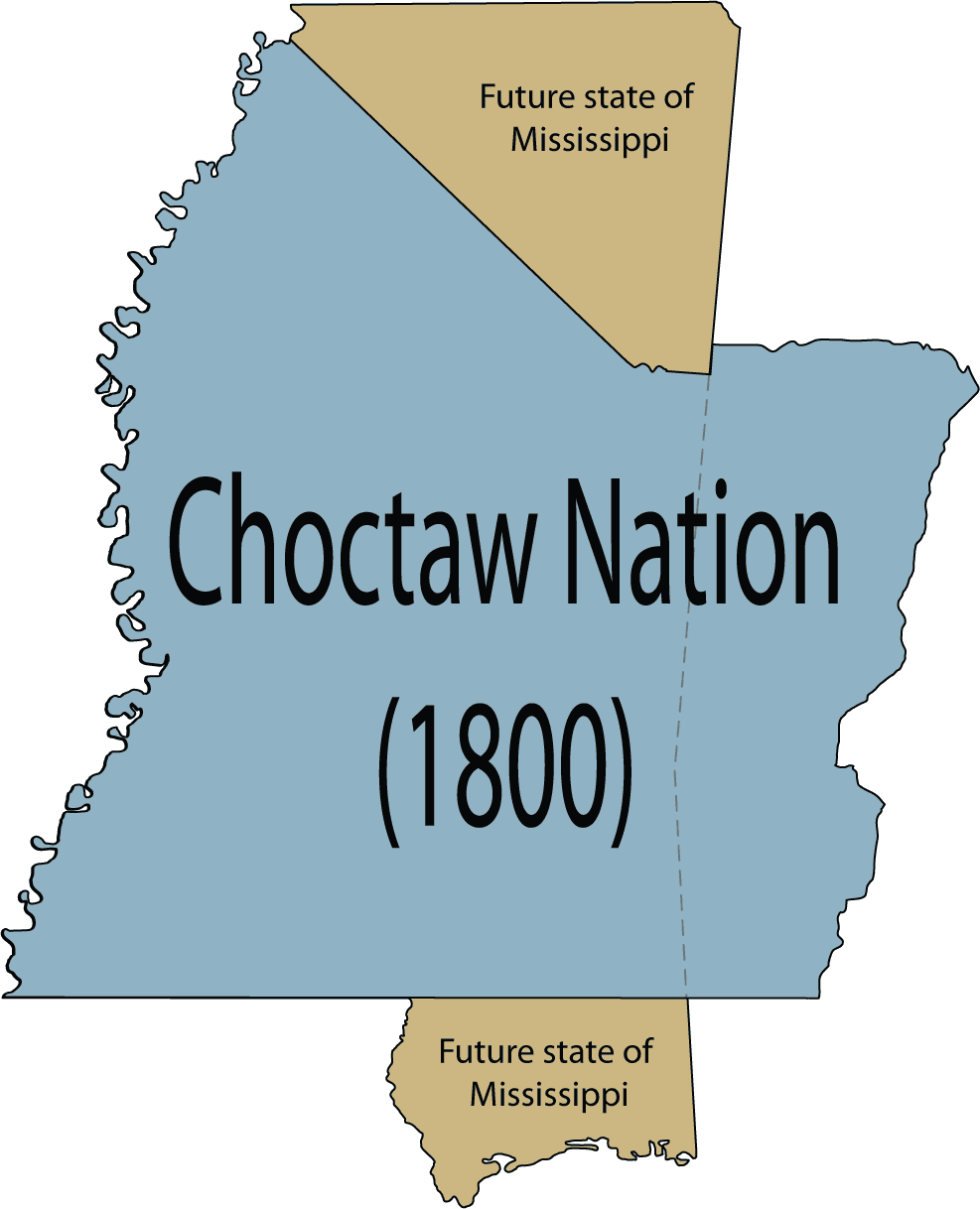
Landbesitz der Choctaw Nation um 1800 im Verhältnis zum späteren Bundesstaates Mississippi

Der Vertrag von Dancing Rabbit Creek war eine zwischen den Choctaw und den Vereinigten Staaten von Amerika geschlossener Landabtretungsvertrag. Er wurde am 27. September 1830 auf dem Stammesland der Choctaw in Chukfi Ahihla Bogueim (choctaw für Bach, an dem die Hasen tanzen) im Südwesten des Noxubee County in Mississippi geschlossen. Er wurde am 24. Februar 1831 vom Kongress der Vereinigten Staaten ratifiziert.
Die Verhandlungen wurden auf Seiten der Choctaw von den indianischen Stammesführern Greenwood LeFlore, Musholatubbee und Nittucachee geführt, die Interessen der Vereinigten Staaten wurden durch Colonel John R. Coffee und den Kriegsminister John Henry Eaton vertreten und vor dem Rat der Choctaw und einer Versammlung von 6000 Choctaw geführt.
Mit Abschluss des Vertrages tauschten die Choctaw rund 45.000 Quadratkilometer ihres angestammten Siedlungsgebietes im heutigen Bundesstaat Mississippi gegen 61.000 Quadratkilometer im Indianer-Territorium im heutigen Oklahoma ein. Nach einer Reihe kleinerer Landabtretungsverträge zu Beginn des 19. Jahrhunderts war der Vertrag von Dancing Rabbit Creek der letzte große Landabtretungsvertrag der Choctaw und zugleich der erste Vertrag, der unter dem Indian Removal Act (engl. für Indianerumsiedlungsgesetz) geschlossen wurde. Die Choctaw wurden damit zur ersten der Fünf zivilisierten Nationen, die von der Regierung nach Oklahoma umgesiedelt wurden. Diese Umsiedlung, die etwa 2500 Choctaw  das Leben kostete, wurde als Pfad der Tränen bekannt.